# Dorfkirche Kreblitz

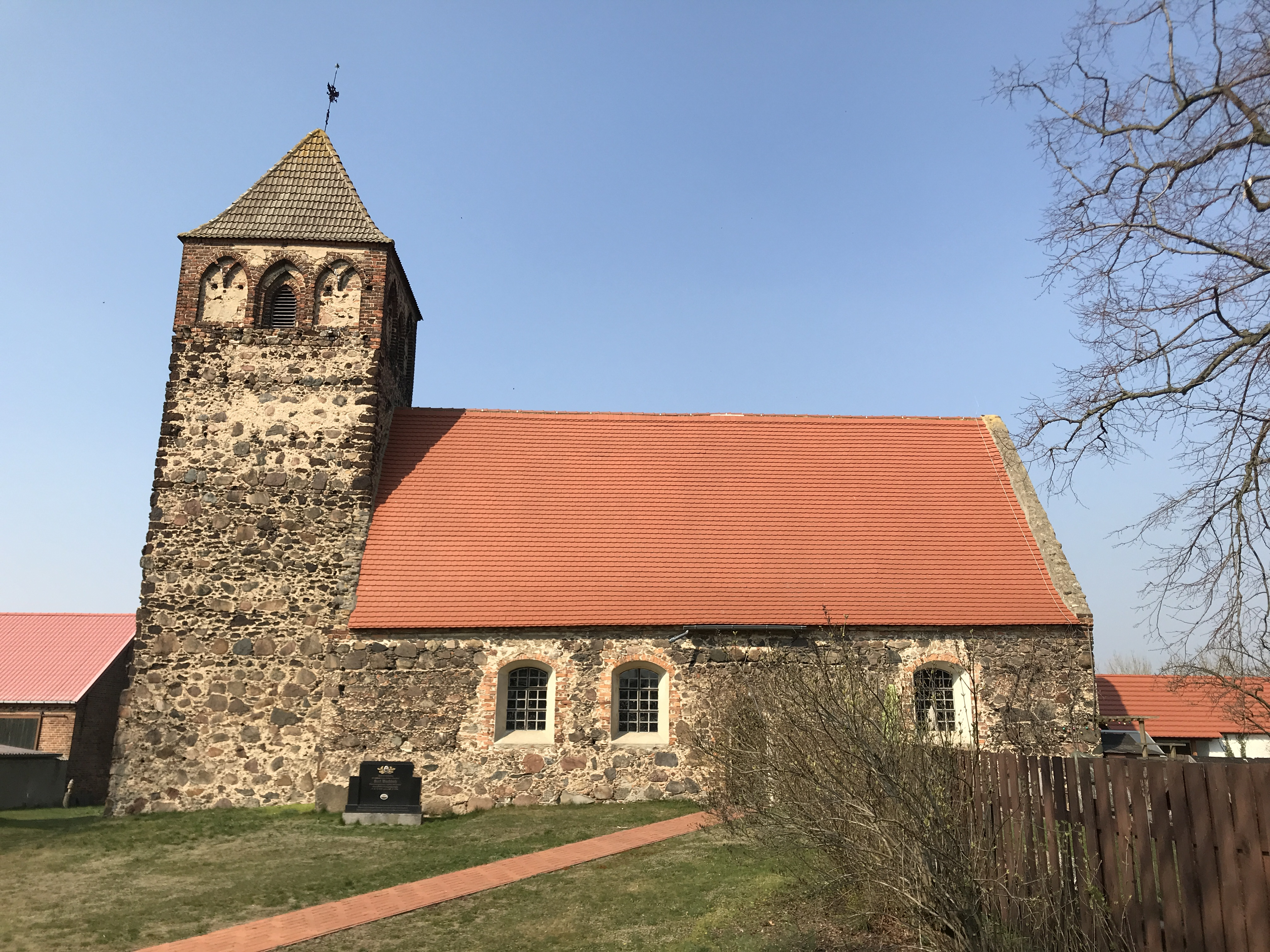
Dorfkirche Kreblitz

Die evangelische Dorfkirche Kreblitz ist eine Feldsteinkirche aus der Mitte des 14. Jahrhunderts in Kreblitz, einem Ortsteil der Stadt Luckau im Landkreis Dahme-Spreewald im Land Brandenburg. Die Kirchengemeinde gehört zum Kirchenkreis Niederlausitz der Evangelischen Kirche Berlin-Brandenburg-schlesische Oberlausitz.

## Lage
Die Kreisstraße 6137 führt von Norden kommend in südlicher Richtung durch den Ort. Im historischen Ortskern zweigt die Kreisstraße 6139 nach Westen hin ab. Die Kirche steht nordwestlich dieser Kreuzung auf einem Grundstück, das mit einem Zaun eingefriedet ist. Nach Osten schließt sich eine Wohnbebauung an. Nördlich befand sich zu einer früheren Zeit ein Gutshof.

## Geschichte
Das Bauwerk entstand in der Mitte des 14. Jahrhunderts zunächst als Saalbau. Anfang des 15. Jahrhunderts kam der Kirchturm hinzu. Das Bauwerk wurde 1992 restauriert.

## Baubeschreibung

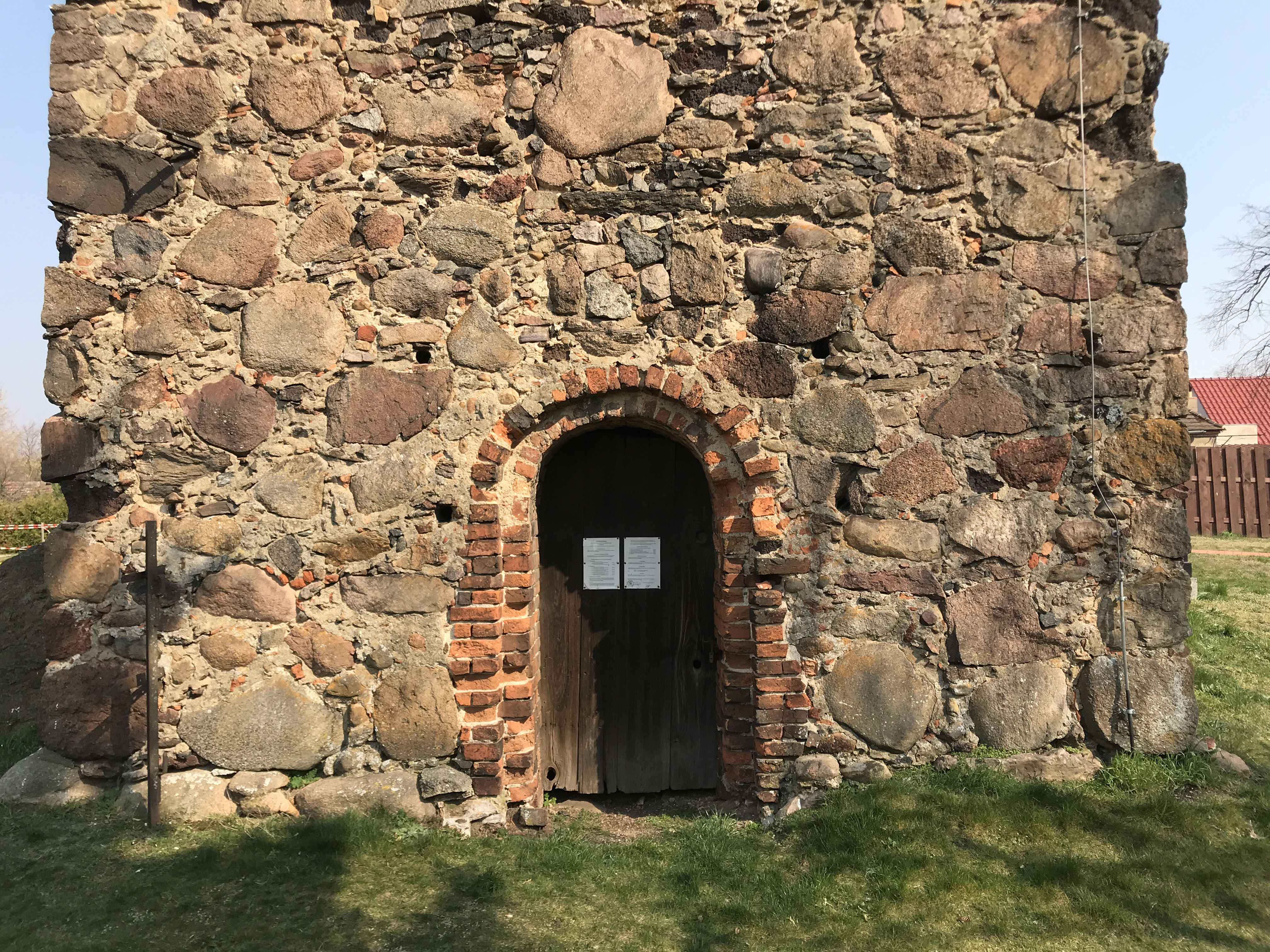
Westportal

Das Bauwerk entstand im Wesentlichen aus Mischmauerwerk, d. h. aus unbehauenen und nicht lagig geschichteten Feldsteinen, die mit Gesteinssplittern ausgefüllt wurden. Bei zahlreichen Gebäudeecken kam Raseneisenstein zum Einsatz, bei Um- und Ausbauarbeiten meist Mauerstein. Der Chor ist gerade und nicht eingezogen. An der Ostseite sind drei gedrückt-segmentbogenförmige Fenster. Sie waren ursprünglich größer und rundbogenförmig. Im darüberliegenden Giebel ist mittig eine schmale und hochrechteckige Öffnung.
Daran schließt sich nach Westen das Kirchenschiff an. Die Nordwand ist fensterlos und wurde damit, vergleichbar beispielsweise mit der Dorfkirche Kemnitz für ein großflächiges Wandgemälde im Innern vorbereitet. An der Südseite sind drei gedrückt-segmentbogenförmige Fenster, deren Faschen ebenfalls aus Mauerstein errichtet wurden. Ein Fenster ist im Chorbereich, dazwischen ist eine zweifach getreppte, spitzbogenförmige Pforte mit Schalensteinen sowie zwei weitere Fenster im westlichen Bereich. Das Schiff trägt ein schlichtes Satteldach.
Der Kirchturm nimmt die volle Breite des Schiffs auf. Er kann durch eine kleine, zweifach getreppte und rundbogenförmige Pforte von Westen her betreten werden und ist ansonsten fensterlos. Diese, wie auch das Südportal, dürften aus der Bauzeit stammen. Im Glockengeschoss sind an jeder Seite drei gekuppelte, spitzbogenförmige Blenden. In die mittlere Blende ist eine Klangarkade verbaut. Der Turm schließt mit einem Pyramidendach ab.

## Ausstattung

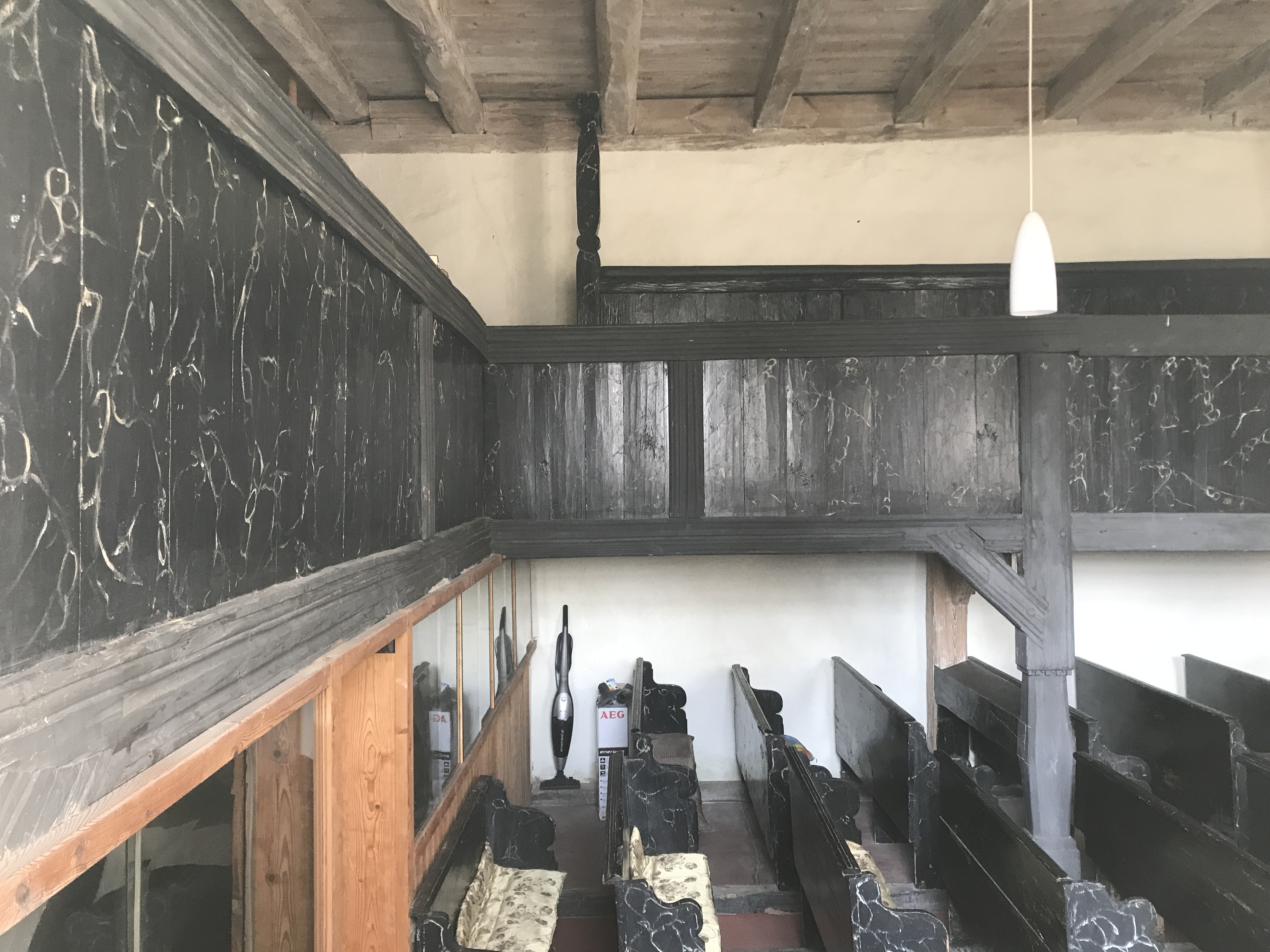
Blick ins Kirchenschiff

Der Kanzelaltar stammt aus dem Anfang des 18. Jahrhunderts. Er besteht aus zwei durchbrochenen, gedrehten Säulen, die mit schmalen, mit Akanthus verzierten Wangen geschmückt sind. Mittig ist der Kanzelkorb mit gedrehten Ecksäulchen, darüber ein Schalldeckel, auf dem ursprünglich ein Pelikan angebracht war.
Zur weiteren Kirchenausstattung zählen ein Pfarr- und Chorstuhl mit vergittertem Aufsatz aus dem 18. Jahrhundert. Sowie im Westen und Norden eine Empore aus derselben Epoche. Mutmaßlich aus dem 17. Jahrhundert stammt die Ostempore. Darauf steht eine Orgel, die Johann Christoph Schröther der Jüngere im Jahr 1836 schuf. Die aufgemalte Marmorierung der Empore erfolgte vermutlich 1932. In der Ostwand ist eine spätgotische Sakramentsnische mit getrepptem Giebel. Das Bauwerk trägt im Innern eine Balkendecke.
Eine Besonderheit stellt ein Taufengel aus dem Jahr 1713 dar, der Tobias Mathias Beyermann zugeschrieben wird. Die Figur wird vom Dehio-Handbuch als „etwas volkstümlich anmutend“ beschrieben. Es handelt sich dabei um eine Stiftung derer von Stutterheim, die zu dieser Zeit das Kirchenpatronat innehielten. Die 1,36 m große Figur trägt die originale Farbfassung, die 2013 restauriert wurde. Vermutlich hielt die Figur in den ausgestreckten Armen einen Lorbeerkranz, auf dem die Schale ruhte. Nachdem die Kirchengemeinde 1873 einen Taufstein aus Gips aufstellte, verlor er seine Funktion und wurde auf dem Dachboden gelagert. Dort verschmutzte er zwar stark, blieb aber von weiteren, in vergleichbaren Fällen gelegentlich unfachmännisch ausgeführten Arbeiten verschont. Der rechte Unterarm, der Hand sowie die Flügel waren beschädigt und konnten wiederhergestellt werden. Bei der Restaurierung wurde das Gesicht bildhauerisch ergänzt; die Arbeiteten kosten rund 8000 Euro.
Südwestlich vor der Kirche erinnert ein Denkmal an die Gefallenen der Weltkriege. Auf der Stele ist die Inschrift: „Den Heldentod fürs Vaterland im Weltkriege 1914/1918 erlitten aus der Gemeinde Kreblitz und/Rüdingsdorf“ sowie „Zum Gedenken der Gefallenen des 2. Weltkrieges/aus Kreblitz 1939–1945“. Ergänzt wird die Aufstellung durch einen Einzelgedenkstein, der westlich des Südportals steht. Dort befindet sich das Grab des Maschinengefreiten Kurt Wachholz, der 1941 starb.